# نسیم جنوب
هفته‌نامه نسیم جنوب یکی از نشریات هفتگی استان بوشهر است که از اسفندماه ۱۳۷۶ تا به حال با محتوای «سیاسی، فرهنگی، اقتصادی و ورزشی» در شهر بوشهر منتشر می‌گردد. هر چند شهر بوشهر سابقه صدساله در داشتن مطبوعات دارد، نسیم جنوب قدیمی‌ترین نشریه در حال انتشار بوشهر و پس از آئینه جنوب می‌توان آنرا دومین نشریه بوشهری منتشرشده در دو دهه اخیر دانست. یکی از نخستین دبیران و نویسندگان این نشریه منوچهر آتشی، شاعر فقید، بود که تا سال درگذشت (۱۳۸۴ خورشیدی) با نسیم جنوب همکاری داشت. در نخستین سالگرد انتشار این هفته‌نامه، دکتر سروش پیامی را خطاب به گردانندگان و خوانندگان آن ارسال کرد. سردبیر و مدیر مسئول نسیم جنوب از ابتدا تاکنون یونس قیصی‌‌زاده بوده‌است. نسیم جنوب از نشریات اصلاح‌طلب به شمار می‌آید. 